# Bruno Mathsson
Bruno Mathsson (né le 13 janvier 1907 à Värnamo - mort le 17 août 1988 à Värnamo) est un ébéniste et designer suédois. Il est un des pionniers du design suédois, célèbre pour ses chaises à sangles.
Dès 1931, il dessine pour un hôpital suédois sa première chaise à sangles, ces meubles ergonomiques qui allaient devenir mondialement célèbres. Surnommée « sauterelle » par le personnel du fait de sa ressemblance avec l'insecte, cette première chaise, trop en avance sur son temps, a d'abord été remisée quelque temps à la cave avant de ressurgir.
Le Centre culturel suédois lui a consacré une exposition rétrospective en 2006.